# Santuario Gassan
Santuario Gassan (月山神社, Gassan jinja) es un santuario sintoísta ubicado en el monte Gassan en la prefectura de Yamagata, Japón. Antiguamente era un santuario nacional de primer orden (国幣大社, taisha kokuhei) en el Moderno sistema de clasificación de santuarios sintoístas. El principal kami consagrado aquí es Tsukuyomi-no-Mikoto. El santuario se estableció en el año 593. La fiesta principal del santuario se celebra anualmente el 14 de agosto.